# Liste der Distanzsteine im Landkreis Wittenberg
Die Liste der Distanzsteine im Landkreis Wittenberg umfasst alle Distanzsteine im Landkreis Wittenberg.

## Allgemeines
Im Landkreis Wittenberg sind folgende verschiedene Distanzsteintypen vorhanden:
- preußischer Meilenstein
- anhaltischer Meilenstein
- Myriameterstein
- Kursächsische Postmeilensäule
- Wegweisersäule (auch wenn diese nicht immer eine Distanzangabe enthielten).

## Meilensteine
| Artikel                       | Denkmal-ID | Ausweisungsart | Lage   | Beschreibung                                                 | Kommune             | Ort               | Bild |
| ----------------------------- | ---------- | -------------- | ------ | ------------------------------------------------------------ | ------------------- | ----------------- | ---- |
| Meilenstein Griesen           | 094 40424  | Baudenkmal     | L 133  | anhaltischer Meilenstein                                     | Oranienbaum-Wörlitz | Griesen           |      |
| Meilenstein Jeber-Bergfrieden |            |                | L 120  | anhaltischer Meilenstein (später als Kilometerstein genutzt) | Coswig              | Jeber-Bergfrieden |      |
| Meilenstein Kakau             | 094 40542  | Baudenkmal     | L 131  | anhaltischer Meilenstein                                     | Oranienbaum-Wörlitz | Kakau             |      |
| Meilenstein Lammsdorf         |            |                | B 2    | preußischer Ganzmeilenstein                                  | Kemberg             | Lammsdorf         |      |
| Meilenstein Oranienbaum       | 094 40441  | Baudenkmal     | B 107  | anhaltischer Meilenstein (später als Kilometerstein genutzt) | Oranienbaum-Wörlitz | Oranienbaum       |      |
| Meilenstein Oranienbaum       | 094 40416  | Baudenkmal     | B 107  | anhaltischer Meilenstein                                     | Oranienbaum-Wörlitz | Oranienbaum       |      |
| Meilenstein Rehsen            | 094 40708  | Baudenkmal     | L 131  | anhaltischer Meilenstein (später als Kilometerstein genutzt) | Oranienbaum-Wörlitz | Rehsen            |      |
| Meilenstein Wittenberg        |            |                | B2     | preußischer Meilenstein (später als Myriameterstein genutzt) | Wittenberg          | Wittenberg        |      |
| Meilenstein Wörlitz           | 094 40440  | Baudenkmal     | K 2101 | anhaltischer Meilenstein                                     | Oranienbaum-Wörlitz | Wörlitz           |      |
| Meilenstein Wörlitz           | 094 40465  | Baudenkmal     | K 2376 | anhaltischer Meilenstein                                     | Oranienbaum-Wörlitz | Wörlitz           |      |

## Kilometersteine
| Artikel                           | Denkmal-ID | Ausweisungsart | Lage  | Beschreibung                                          | Kommune             | Ort               | Bild |
| --------------------------------- | ---------- | -------------- | ----- | ----------------------------------------------------- | ------------------- | ----------------- | ---- |
| Myriameterstein Jeber-Bergfrieden |            |                | L 120 | Myriameterstein (ehemaliger anhaltischer Meilenstein) | Coswig              | Jeber-Bergfrieden |      |
| Myriameterstein Köselitz          |            |                | B 107 | Myriameterstein (ehemaliger anhaltischer Meilenstein) | Coswig              | Köselitz          |      |
| Kilometerstein Oranienbaum        | 094 40441  | Baudenkmal     | B 107 | Kilometerstein                                        | Oranienbaum-Wörlitz | Oranienbaum       |      |
| Kilometerstein Rehsen             | 094 40708  | Baudenkmal     | L 131 | Kilometerstein (ehemaliger anhaltischer Meilenstein)  | Oranienbaum-Wörlitz | Rehsen            |      |
| Myriameterstein Wittenberg        |            |                | B 2   | Myriameterstein (ehemaliger preußischer Meilenstein)  | Wittenberg          | Wittenberg        |      |

## Kursächsische Postmeilensäulen
| Artikel                                       | Denkmal-ID | Ausweisungsart | Lage                           | Beschreibung                                                                                                  | Kommune         | Ort                    | Bild |
| --------------------------------------------- | ---------- | -------------- | ------------------------------ | --- | --------------- | ---------------------- | ---- |
| Kursächsische Postmeilensäule Gräfenhainichen | 094 40236  | Kleindenkmal   | Marktstraße in Gräfenhainichen | Kursächsische Postmeilensäule                                                                                 | Gräfenhainichen | Gräfenhainichen        |      |
| Kursächsische Postmeilensäule Kemberg         |            |                | Markt in Kemberg               | Kursächsische Postmeilensäule                                                                                 | Kemberg         | Kemberg                |      |
| Kursächsische Postmeilensäule Mühlanger       | 094 35560  | Kleindenkmal   | Bundesstraße 187               | Kursächsische Postmeilensäule                                                                                 | Zahna-Elster    | Mühlanger              |      |
| Kursächsische Postmeilensäule Tornau          | 09450509   | Baudenkmal     | K 2029                         | Kursächsische Postmeilensäule (Nachbildung) – Originalreste am Tor der Mühle in Tiefensee vermauert (Artikel) | Gräfenhainichen | Tornau, OT Eisenhammer |      |

## Wegweisersäulen
| Artikel                                             | Denkmal-ID | Ausweisungsart | Lage                                    | Beschreibung   | Kommune             | Ort              | Bild |
| --------------------------------------------------- | ---------- | -------------- | --------------------------------------- | -------------- | ------------------- | ---------------- | ---- |
| Wegweiserstein Bad Schmiedeberg (Kurplatz)          | 094 35438  | Kleindenkmal   | Kurplatz                                | Wegweiserstein | Bad Schmiedeberg    | Bad Schmiedeberg |      |
| Wegweiserstein Bad Schmiedeberg (Pretzscher Allee)  | 094 35447  | Kleindenkmal   | Pretzscher Allee Ecke Torgauer Straße   | Wegweiserstein | Bad Schmiedeberg    | Bad Schmiedeberg |      |
| Wegweiserstein Bad Schmiedeberg (Reinharzer Straße) | 094 35436  | Kleindenkmal   | Reinharzer Straße Ecke Kemberger Straße | Wegweiserstein | Bad Schmiedeberg    | Bad Schmiedeberg |      |
| Wegweiserstein Bad Schmiedeberg (Weinbergstraße)    | 094 35423  | Kleindenkmal   | Weinbergstraße                          | Wegweiserstein | Bad Schmiedeberg    | Bad Schmiedeberg |      |
| Wegweiser Berkau                                    | 094 36639  | Kleindenkmal   | Feldweg nördlich des Ortes              | Wegweiserstein | Wittenberg          | Berkau           |      |
| Wegweiser Bösewig                                   | 094 35771  | Kleindenkmal   | Kurplatz                                | Wegweiserstein | Bad Schmiedeberg    | Bösewig          |      |
| Wegweiser Brandhorst                                | 094 40438  | Baudenkmal     | L 133                                   | Wegweiserstein | Oranienbaum-Wörlitz | Brandhorst       |      |
| Wegweiser Braunsdorf                                | 094 36213  | Kleindenkmal   | Feldweg in Richtung Möllensdorf         | Wegweiserstein | Wittenberg          | Braunsdorf       |      |
| Wegweiser Dübener Heide                             |            |                |                                         | Wegweiserstein | Bad Schmiedeberg    | Dübener Heide    |      |
| Wegweiser Gielsdorf                                 | 094 36698  | Kleindenkmal   | K 2236                                  | Wegweiserstein | Zahna-Elster        | Gielsdorf        |      |
| Wegweiser Gniest                                    |            |                | K 2121                                  | Wegweiserstein | Kemberg             | Gniest           |      |
| Wegweiser Külso                                     | 094 35356  | Kleindenkmal   | K 2017                                  | Wegweiserstein | Zahna-Elster        | Külso            |      |
| Wegweiser Riesigk                                   |            |                | L 131                                   | Wegweiserstein | Oranienbaum-Wörlitz | Riesigk          |      |
| Wegweiser Riesigk                                   | 094 40575  | Baudenkmal     | K 2101                                  | Wegweiserstein | Oranienbaum-Wörlitz | Riesigk          |      |
| Wegweiser Schweinitz                                | 094 36289  | Kleindenkmal   | L 133                                   | Wegweiserstein | Jessen              | Schweinitz       |      |
| Wegweiser Straach                                   | 094 35405  | Kleindenkmal   | L 123                                   | Wegweiserstein | Wittenberg          | Straach          |      |
| Wegweiser Straach                                   |            |                | L 123                                   | Wegweiserstein | Wittenberg          | Straach          |      |
| Wegweiser Vockerode                                 | 094 40582  | Baudenkmal     |                                         | Wegweiserstein | Oranienbaum-Wörlitz | Vockerode        |      |
| Wegweiser Wörlitz                                   | 094 40031  | Baudenkmal     | K 2042                                  | Wegweiserstein | Oranienbaum-Wörlitz | Wörlitz          |      |